# مسرشمیت ام‌ئی ۲۶۳
مسرشمیت ام‌ئی ۲۶۳ (به انگلیسی: Messerschmitt Me 263) یک هواگرد ساختِ کارخانهٔ مسرشمیت و یونکرس است. نخستین استفاده‌کنندهٔ این هواپیما نیروی هوایی آلمان نازی بوده‌است. این هواگرد برای نخستین بار در ۱۹۴۴ میلادی مورد استفاده قرار گرفت.